# 東美
株式会社東美（とうび）は、長崎県で総合スーパーのS東美（エスとうび）を運営している企業。CGCグループに加盟している。関連会社が運営するスーパーマーケットのSマート（エスマート）とSTAY（ステイ）についても本項で解説する。

## 沿革

### 創業
前身は、創業者の佐々木房男（1903年4月11日-1981年10月5日）が1923年（大正12年）11月に創業した佐々木防水布雨具店である。当時は黒一色の雨合羽が主流であったが、色付きの防水用薬剤を開発して青や黄色の「明るい色の雨合羽」を売り出し、その好評から「雨合羽の佐々木」と呼ばれる様になる。
長崎市恵美須町で2年、西古川町で3年営業の後、1929年（昭和4年）、浜町の本通り（現在の三菱UFJ銀行長崎支店の向かい）に進出し、2年後の1930年（昭和5年）には衣料雑貨、化粧品、小間物などを加えて、屋号を佐々木百貨店と改めて開店。百貨店の呼称を使った長崎で最初の事例とされる。しかし、まだ基礎が浅かった為、ワシントン会議に次ぐ不況に対応できず、1935年（昭和10年）に倒産する。
佐々木は、十八銀行の当時の営業部長が朝鮮銀行の満州各地支店長に紹介状を書いてくれたおかげで大連に落ち着き、冀東政府の下で、長崎・佐賀・熊本などの物産を販売する「山田屋商店」を興して再起をはかる。後に天津の造幣局払下げで三井、三菱に競り勝ち巨利を得て、冀東貿易公司のほか数社の事業を経営する。やがて、大東亜戦争（太平洋戦争）に突入すると天津での事業からは撤退し、長崎〜大連航路の最後の便で長崎に引き揚げる。
1941年（昭和16年）、酒屋町（現在の栄町、魚の町辺り）で、鉄鋼工場を併設した「旅館松竜」を開業。鉄鋼工場では旋盤用の切削油が不足していたが、かつての防水用薬剤開発の経験を生かし、切削油を開発して使用していた。それを聞きつけた軍関係者からの研磨剤の製作依頼も受ける。その後、旅館松竜は1945年（昭和20年）8月9日の原爆投下で焼失してしまう。

### 第二次大戦後
1945年（昭和20年）10月、疎開させていた高級美術品を集め、東浜町（現在の浜町）に進駐軍向けの高級美術品店佐々木美術品店を開業。1947年（昭和22年）6月に、衣料と洋品専門の店東洋美装店として再発足する。
1951年（昭和26年）3月24日・25日には、総数50名のモデルが出演して春のモードを紹介する、長崎初のファッションショーを開催。昭和30年代後半の佐々木は、創業の思いにも繋がるレインコート販売に執念を燃やしており、雨が降り出したらすぐに、東洋美装店担当の広告代理店に依頼してNBC長崎放送でレインコートのラジオCMを流してもらい、大売れしたという。NBCがテレビ放送を開始する様になると『サンセット77』、『0011ナポレオン・ソロ』の提供スポンサーとなる。

### 商号変更と店舗展開
1966年（昭和41年）10月、松竹系の専門映画館を含む複合商業施設として建設された商業ビル「長崎松竹会館」内に移転し、商号を「S東美」に改めた。建物は地下1階、地上8階の鉄筋コンクリート造で、開業時は地階から6階までをS東美が使用し、7階と8階に映画館やビリヤード場などの娯楽施設、屋上にバッティングセンターがあった。
1968年（昭和43年）3月には関連会社「エスマート」を創設し、以後、長崎市内にスーパーマーケット「Sマート」を展開した。
2002年（平成14年）にS東美本店の入る商業ビル「長崎松竹会館」の映画館が閉館し、その後はテナントとしてインターネットカフェ、コーヒーチェーン店や100円ショップなどが入った。2011年（平成23年）9月には、S東美本店の地下食料品売場が全面改装された。
2014年（平成26年）2月、松竹は所有する「長崎松竹会館」を売却した。2023年10月時点で商業ビル「長崎松竹会館」は谷川建設が所有しており、東美が借り受けて地階から3階までを商業エリア、8階を本社オフィスとして使用している。
2023年10月12日、長崎松竹会館の老朽化による解体を受け、2024年春をめどにスーパーS東美本店は閉店することが明らかになった。スーパ「Sマート」4店舗の営業は継続するが、S東美を移転して営業するかは検討中となっている。

## 特色
- 毎月1日に「一日商い」、第2（もしくは3）月曜日に「東美の日」、月末に「感謝祭り」のセールを実施している。

1991年（平成3年）、ダイエー（現：イオン）が月初めの1日のセール企画「一の市」のテレビCMを大量に流した影響で、S東美は同期間の売り場が閑散としていた為、対抗策として「一日商い」を開始した。名前の由来は、証券業界の恒例である月初めから数字を上げていく事。
- トレーディングスタンプのブルーチップに加盟しており、同社のBEAMシステムを使った会員カード「com.card（コムカード）」を発行している。
- 1970年、ニチイ（後のマイカル→イオンリテール）や寿屋（後のカリーノグループ）と共同で九州ニチイ（後のマイカル九州→イオン九州）を設立したが、ニチイと寿屋が対立した後、出資を引き上げている。

## 店舗

### S東美本店

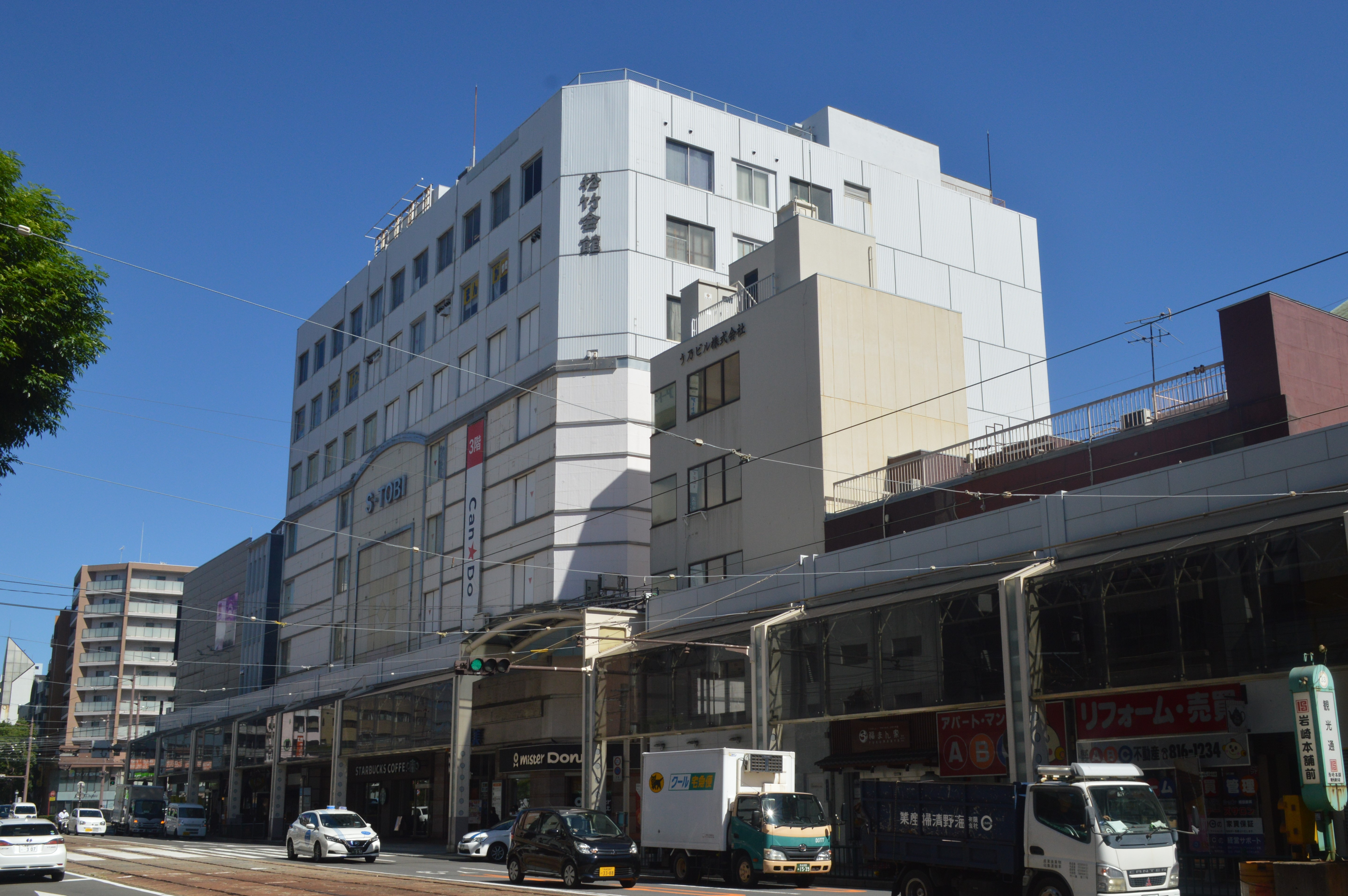
S東美本店

- 長崎市浜町1-22。1968年（昭和41年）開店。

| 階  | S東美本店 フロア概要                                                                   |
| --- | -------------------------------------------------------------------------------------- |
| 5F  | コミュニティースペース                                                                 |
| 4F  | 家庭用品・寝具・カーペット、ベスト電器                                                 |
| 3F  | 紳士・婦人用（肌着・靴下・パジャマ）、ランジェリー・ファンデーション、友の会カウンター |
| 2F  | 婦人・子供衣料、バッグ・エプロン                                                       |
| 1F  | ストッキング・タバコ・傘、プルネール、スターバックスコーヒー、ミスタードーナツ         |
| B1F | 食料品・日用品、パールドライ、月香園、梅のや                                           |

### Sマート・STAY

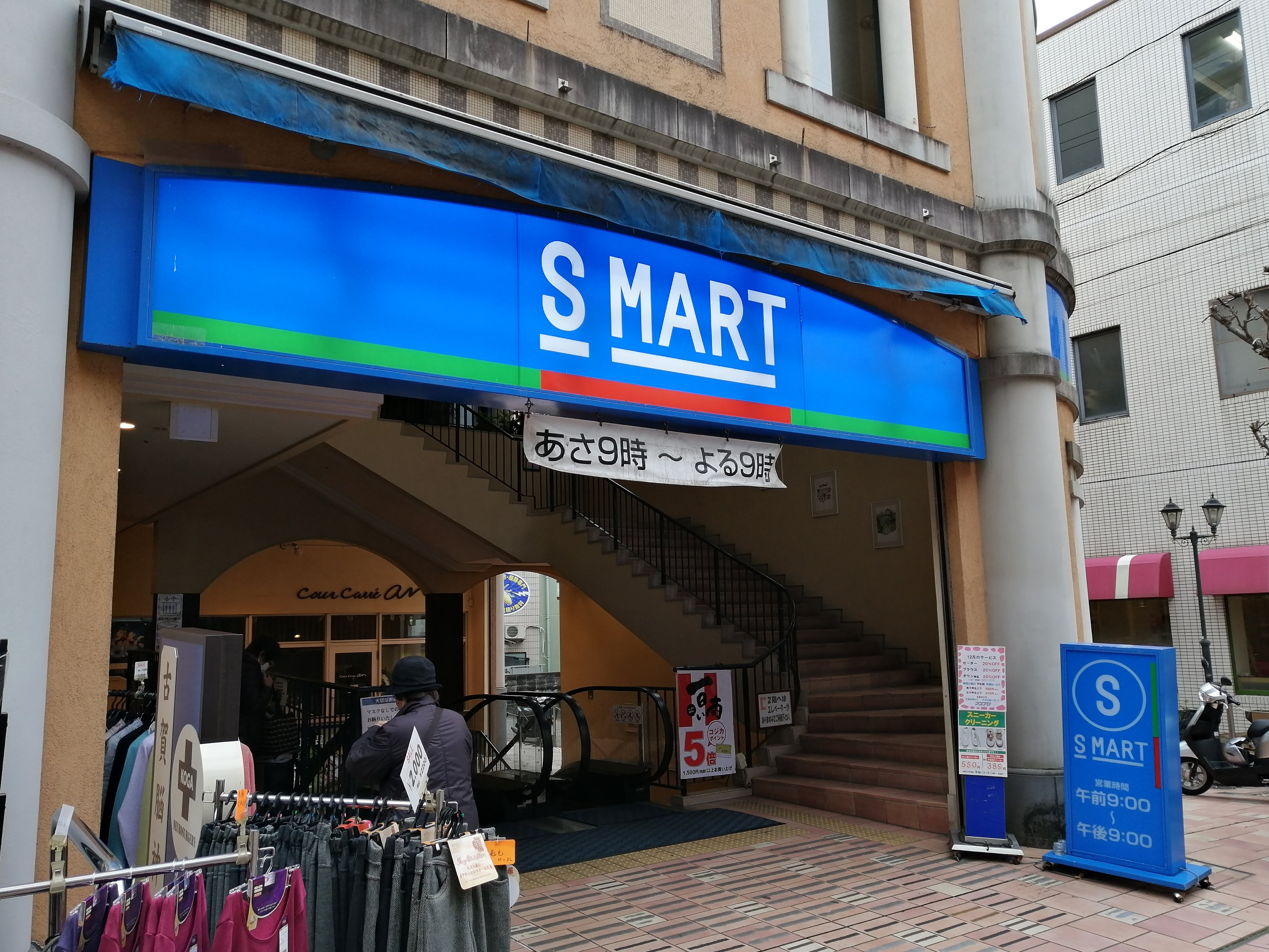
Sマート新大工店

- Sマート田上店 - 長崎市田上。1982年（昭和57年）4月28日開店。
- Sマート茂木店 - 長崎市茂木町。1987年（昭和62年）11月28日開店。
- Sマート新大工店 - 長崎市新大工町。2000年（平成12年）11月27日開店。
- Sマート新漁港店 - 長崎市京泊。1991年（平成3年）9月11日開店。

## 関連会社
- 東洋興産 - 不動産管理会社
- 東美友の会 - 友の会運営会社
- 東美商事 - 商事関連